# Université de Bertoua
L'Université de Bertoua (en anglais: the University of Bertoua) est l'une des onze universités d'Etat du Cameroun. Elle est située dans la ville de Bertoua, chef-lieu de la région de l'Est au Cameroun.

## Histoire
Créée par décret présidentiel nº 2022/0008 du 6 janvier 2022, l'Université de Bertoua est une institution universitaire publique du Cameroun. Elle hérite des écoles supérieures qui existaient déjà dans la ville et des annexes rattachées à d'autres universités,. En 2022, Rémy Magloire Etoua en devient le tout premier Recteur.

## Organisation
L'Université de Bertoua s'organise en quatre facultés et en quatre écoles supérieures,.

### Les facultés
- Faculté des Arts, des Lettres et des Sciences Humaines.
- Faculté des Sciences.
- Faculté des Sciences économiques et de Gestion.
- Faculté des Sciences juridiques et politiques.

### Écoles supérieures
- École normale supérieure de Bertoua (ENS[6])
- Institut supérieur d'Agriculture, du Bois, de l'Eau et de l'environnement (ISABEE)[7] de Bélabo
- École supérieure des Sciences de l'urbanisme et du tourisme (ESSUT)[8]
- École supérieure de Transformation des Mines et des Ressources énergétiques (ESTM)[9]

## Recteurs
- Pr Dieudonné Emmanuel Pegnyemb (2024- )
- Pr Rémy Magloire Etoua (2022-2024)